# Charles Hanbury Williams

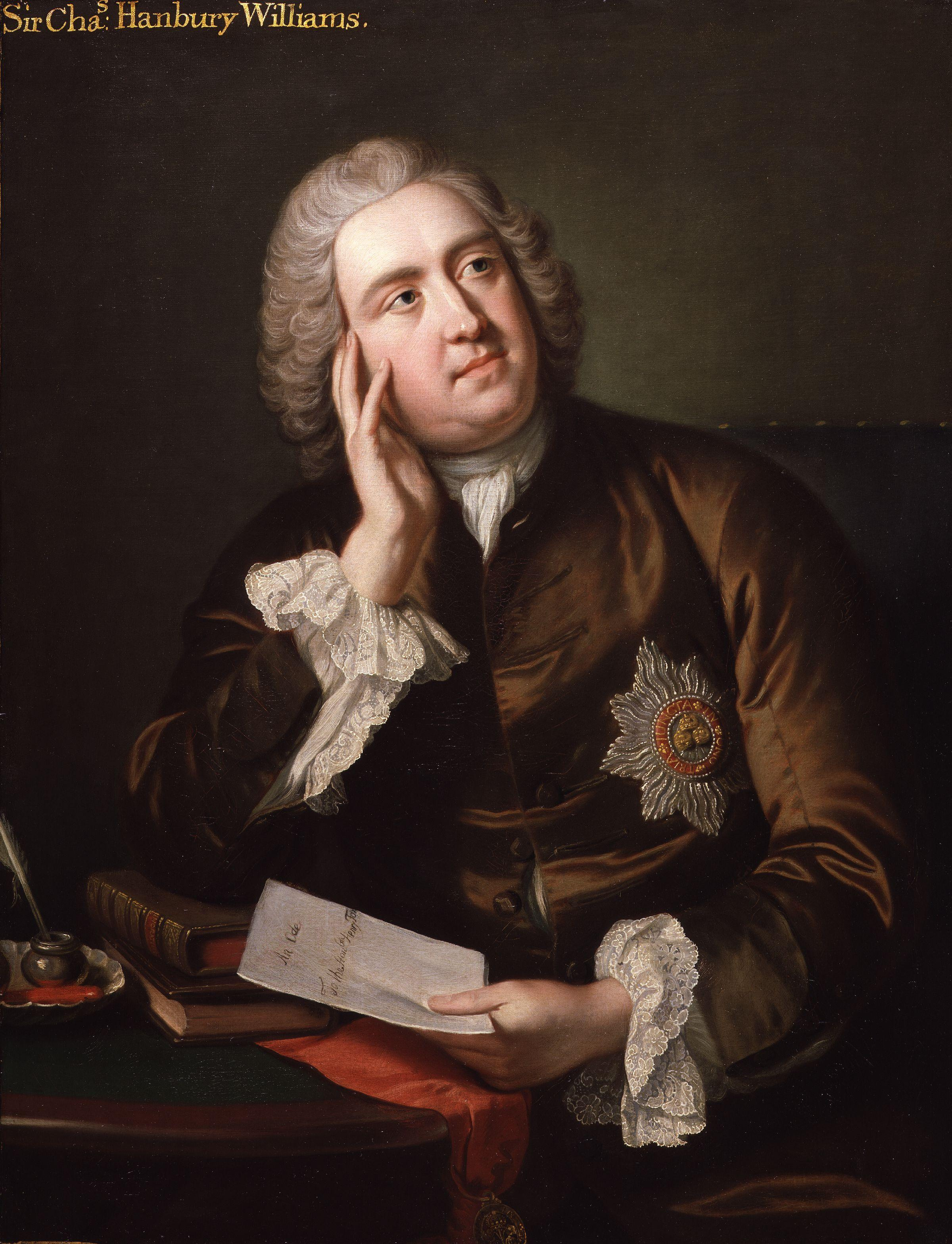
Charles Hanbury Williams

Sir Charles Hanbury Williams (* 8. Dezember 1708 in London; † 2. November 1759, ebenda) war ein britischer Diplomat, Schriftsteller und Satiriker.

## Leben

### Herkunft und Erbschaft
Charles Hanbury wurde 1708 als vierter von sechs überlebenden Söhnen des wohlhabenden Landbesitzers John Hanbury (1664?–1734) und seiner zweiten Frau Bridget († 1741), der Tochter von Edward Ayscough of South Kelsey and Stallingborough in Lincolnshire, geboren. Sein Vater hatte aus altem Familienbesitz mehrere Bergwerke und Eisenhütten im walisischen Pontypool geerbt und war dort als Major Hanbury bekannt.
Seit 1716 hatte Charles Hanbury ein Internat in Chelsea besucht, von 1720 bis 1724 studierte er am Eton College. Danach trat er zusammen mit seinem Tutor Captain Sewell seine Grand Tour an, von der er 1726 zurückkehrte. Bis 1731 avancierte er zu einer populären Figur unter den Intellektuellen von London und wurde zum Vorbild für die jungen Männer im aristokratischen Viertel St James’s.
1729, im Jahr seiner Volljährigkeit, nahm Charles Hanbury den Namen Williams an. Ein alter Freund des Vaters, Charles Williams (1634–1720) hatte einst seinen Cousin im Duell getötet und war nach Smyrna geflohen, wo es ihm gelungen war ein Vermögen anzuhäufen. Aus Freundschaft und Dankbarkeit dafür, dass John Hanbury ihm die Rückkehr in die Heimat ermöglicht hatte, hatte er ihn als Nachlassverwalter eingesetzt und verfügt, dass er das Erbe an Personen (Hanbury selbst ausgeschlossen) verteilen möge, die den Namen Williams annehmen würden. John Hanbury hatte Coldbrook Park und weiteren Grundbesitz in Monmouthshire aufgekauft und einen Teil des Geldes in Hypotheken und Bürgschaften investiert. 1732 übergab er Coldbrook an seinen Sohn Charles zu dessen Heirat. Nach dem Tod des Vaters ging auch das übrige Vermögen an ihn über.

### Ehe und Familie
Am 1. Juli 1732 heiratete Williams in der St James’s Church, Piccadilly Lady Frances Coningsby (1709–1781), die jüngste Tochter und Erbin des Politikers Thomas Coningsby, 1. Earl Coningsby. Die beiden waren sich wohl schon länger bekannt, da ihre Familien den gleichen Freundeskreis teilten. Am 4. März 1735 ging aus der Ehe eine Tochter, Frances („Fanny“), hervor, am 8. Juli 1738 folgte die Geburt der zweiten Tochter Charlotte. Die Ehe stand von Anfang an unter keinem guten Stern. Williams war oft nicht Zuhause und hatte Affären. Nachdem er 1736 Mitglied der Society of Dilettanti geworden war, verschlechterte sich die Ehe immer weiter und war im September 1742 endgültig zerrüttet.
Im Zeitraum von Juli bis November ließ sich Williams in Bath wegen einer äußerst schweren Syphilisinfektion behandeln, hatte seiner Frau aber den Grund seines Aufenthaltes dort verschwiegen. Diese musste sich ebenfalls  behandeln lassen. Als sie erfuhr, dass ihr Mann sie angesteckt und sie zudem über den Grund der bei ihr auftretenden Symptome im Unklaren gelassen hatte, verweigerte sie die Rückkehr in das gemeinsame Haus, zog zu ihrer Tante, Lady Kildare, und wollte die Ehevereinbarungen aufheben lassen. Zunächst gegen eine Trennung eingestellt, willigte Williams schließlich ein, überließ seiner Frau die Erziehung der Töchter, für die er zukünftig Unterhalt zahlte, und gab die Mitgift an sie zurück. Die Trennung sorgte für viel Gesprächsstoff in der Stadt.
Williams erhielt ein herzliches Verhältnis zu seinen Töchtern aufrecht und pflegte mit ihnen einen regen Briefverkehr. Mit der älteren, Fanny, teilte er seine Vorliebe für Musik und Opern. 1749 arrangierte er eine Ehe Fannys mit dem Sohn von Lady Essex. Die Hochzeit fand aber erst 1754 statt, nachdem dieser von seiner Grand Tour zurückgekehrt war.

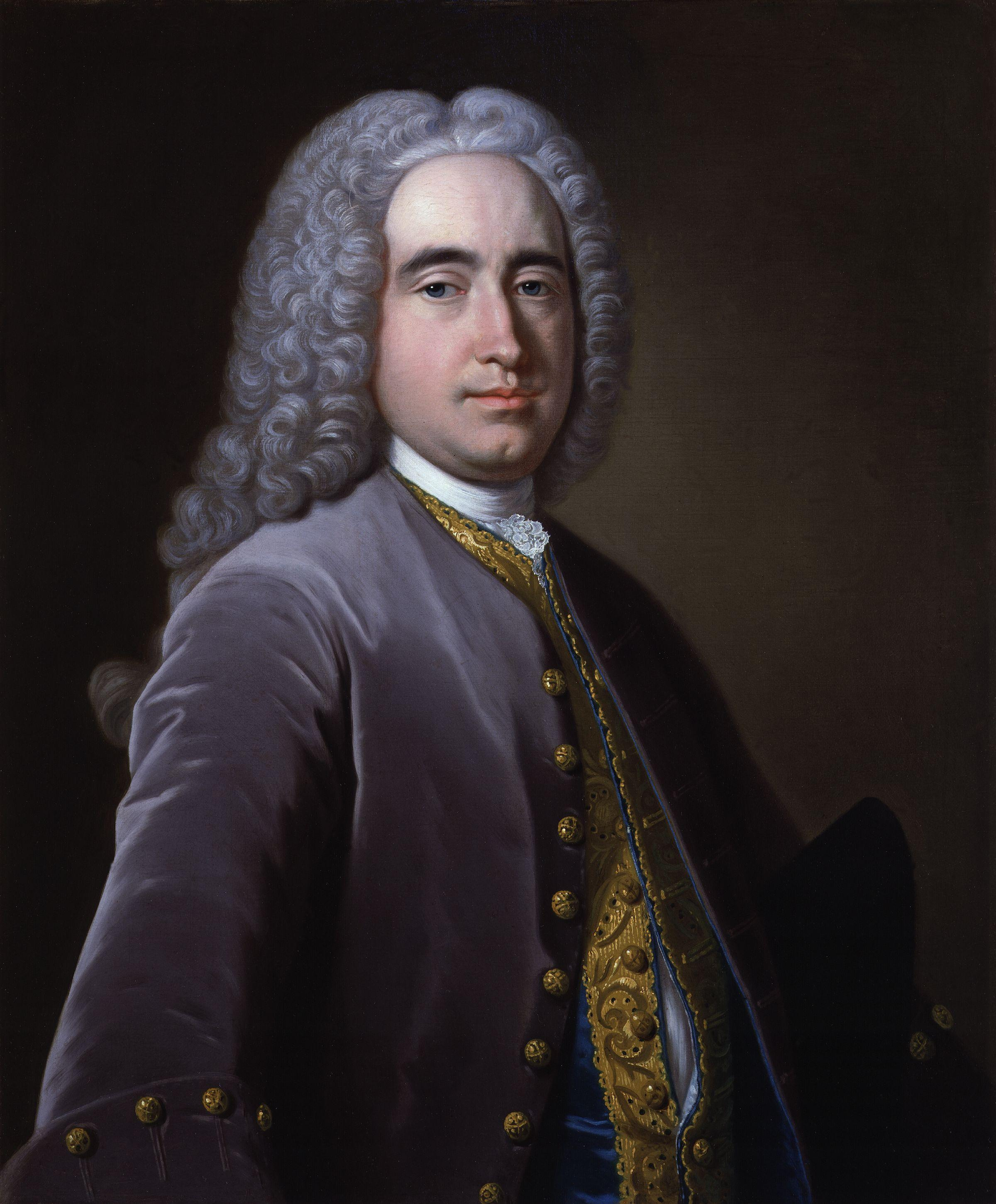
Henry Fox, 1. Baron Holland (1705–1774), vertrauter Freund Williams’

### Politische Laufbahn
Nach dem Tod seines Vaters kandidierte Williams als Nachfolger für Monmouthshire im Parlament und wurde 1735 gewählt. Im Gegensatz zu diesem unterstützte er Robert Walpole und zählte bald zu dessen engerem Kreis. 1737 lernte er Henry Fox, 1. Baron Holland (1705–1774) kennen, der zu seinem vertrauten Freund und Ratgeber wurde. Zusammen mit Thomas Winnington (1696–1746) schlossen sie sich den „Good Whigs“ (old corps) an, die loyal zu Walpole, später aber auch zu Henry Pelham standen.
1737 wurde Williams Zahlmeister der Marine, 1741 wurde er erneut – und diesmal ohne politischen Gegner – für Monmouthshire ins Parlament gewählt. Durch seine Heirat hatte er zudem Einfluss in Herefordshire gewonnen, wo sein Schwiegervater schon für die Whigs im Parlament gesessen hatte. Im gleichen Jahr wurde er dort Custos rotulorum und bald darauf Lord Lieutenant. 1744 wurde er zum High Steward von Leominster auf Lebenszeit gewählt.
Seine weitere Laufbahn verlief wenig erfolgreich. Weder konnte er sich ein Profil im Parlament erarbeiten und folgte dort eher seinen Verbindlichkeiten, als seinen eigenen Meinungen, noch konnte er sich mit dem neuen Premier Pelham arrangieren. Er wurde zunehmend desillusioniert und hielt insgesamt nur vier Reden. Sein Verhältnis zu Pelham verschlechterte sich noch, als er die heimliche Heirat von Henry Fox mit der Tochter von Charles Lennox, 2. Duke of Richmond, Caroline Lennox, 1. Baroness Holland unterstützte – Richmond war ein Anhänger und Verbündeter Pelhams. Zu seinem Glück verhinderte Richmond nicht die Aufnahme Williams’ als Knight Companion des Order of the Bath (KB), die am 20. Oktober 1745 erfolgte und seine Erhebung in den Ritterstand mit sich brachte.
1745 wurde Williams’ Kandidat für Herefordshire von Pelham nicht aufgestellt und Williams trat als Lord Lieutenant von Herfordshire zurück, sprach auch zudem von einem Rückzug aus der Politik. Weiterhin setzte ihn eine Untersuchung über die Veruntreuung von Geldern der Marine durch zwei seiner Untergebenen, unter Druck, obwohl im keinerlei Schuld zugewiesen wurde. Der plötzliche Tod Winningtons 1746 betraf ihn ebenfalls tief und zudem wurde ihm eine Gedichtzeile als Verunglimpfung der Iren ausgelegt, was ihm den Unmut von Edward Hussey-Montagu, 1. Earl Beaulieu und seiner Anhänger einbrachte.
Sein darauf folgender Eintritt in den diplomatischen Dienst wurde ihm als Feigheit ausgelegt – zu Unrecht. Hatte er sich doch auf den Posten als Sekretär des Lord Lieutenant of Ireland William Stanhope, 1. Earl of Harrington beworben, eine Anstellung, die ihn unweigerlich nach Irland geführt hätte. Williams’ Gesuch war jedoch nicht angenommen worden. Auf Betreiben seines Freundes Fox hin wurde er schließlich Gesandter in Sachsen. Er legte seinen Posten als Zahlmeister der Marine nieder und verließ England 1747.
In seiner Abwesenheit tauschte er den Sitz im Parlament mit seinem Bruder Capel, der auch den nächsten Wahlkampf für ihn in Leominster organisieren sollte. Williams verlor jedoch die Wahl 1747 und bekam erst wieder 1754 einen Sitz im Parlament.

### Literarisches Wirken
Obwohl Williams nur vier Reden im Parlament hielt, brachte er das Anliegen seiner politischen Partei doch erheblich voran, indem er Satiren gegen die Gegner Walpoles verfasste. Unter ihnen waren es besonders George Lyttelton, 1. Baron Lyttelton, George Dodington, 1. Baron Melcombe und John Campbell, 4. Duke of Argyll, die er der Heuchlerei bezichtigte und denen er vorwarf, eben jene Dinge, die sie bei der Regierung anprangerten, wie Bestechungen, Begünstigungen und Vetternwirtschaft, selbst zu betreiben. Nach dem Rücktritt Walpoles im Februar 1742 begann er unter der Anleitung von Robert Fox eine systematische Kampagne gegen die „New Whigs“. Insbesondere William Pulteney, 1. Earl of Bath griff er in nicht weniger als 19 Gedichten an. In dieser Zeit, bis zur Einsetzung Pelhams im Dezember 1743, erreichte sein Schaffen seinen Höhepunkt und er wurde zur Berühmtheit. In diesem Jahr wurde auch in den White’s Club aufgenommen. Nach der Einsetzung Pelhams ebbte sein Interesse an satirischer Dichtung ab und nach 1744 entstanden kaum noch Werke in dieser Richtung. Lediglich während des Jakobitenaufstands 1745 verfasste er noch einige Gedichte gegen die Tories.
Neben seinen satirischen Gedichten schrieb Williams Lobreden, Lieder, Liebesgedichte und Nachahmungen antiker Dichter. Viele seiner Verse wurden von den Zeitgenossen als obszön angesehen, waren aber teils auch eigentlich nicht zur Veröffentlichung vorgesehen. Sein Vorbild war der frühe Alexander Pope, an diesen kam die Qualität seiner Poesie aber nicht heran. Nach 1749 schrieb er dann nur noch sehr selten einzelne Gedichte.

### Diplomat
In seiner Tätigkeit als Diplomat an verschiedenen europäischen Höfen war Williams bestrebt, die Beziehungen zwischen Großbritannien und Sachsen, Polen sowie Russland zu festigen. Frankreich und Preußen sah er hingegen als störende Faktoren für den Frieden an und versuchte, deren Intrigen und Einfluss am jeweiligen Hofe zu unterbinden oder abzuschwächen. Er arbeitete hart und versorgte Chesterfield, Newcastle und Holderness in ausführlichen Briefen mit Informationen, Analysen und durchdachten Vorschlägen. Die Antworten aus der Heimat waren jedoch oft dünn gesät.

#### In Sachsen und Preußen
Im Mai 1747 traf er in Dresden ein, wo er von August III. zwar freundlich empfangen wurde, sich trotz seiner Beliebtheit aber nicht wohlfühlte. Bereits 1748 ersuchte er um Versetzung, die ihm zwar – wiederum auf Betreiben von Fox – gewährt wurde, jedoch nicht, wie zunächst geplant nach Turin, sondern nach Preußen erfolgen sollte.
Nach einem längeren Aufenthalt in England und einer Reise nach Den Haag und Hannover begab er sich 1750 zusammen mit Henry Digby, dem Neffen von Fox, als seinem Sekretär nach Berlin. Dort wurde er nicht gerade herzlich begrüßt und sein Verhältnis zu Friedrich II. blieb geprägt von beiderseitigem Misstrauen. Bereits nach drei Wochen fuhr er zu einem Sejm nach Warschau, wo er aber erst eintraf, als die wichtigen Punkte der Tagesordnung schon beschlossen worden waren. Er erhielt jedoch vom polnischen König, August III., die Zusage, dass er den Vertrag mit Frankreich nicht erneuern würde und ein Bild von ihm in einer diamantenbesetzten Schnupftabaksdose. Zurück in Berlin wurde er von allen anderen Würdenträgern geschnitten, hatte der Preußenkönig doch Anweisung dazu erteilt und Gerüchte über ihn verbreitet. Zudem hatte er sich in London über Williams beschwert. Im Januar 1751 wurde Williams, ohne dass ihm ein Vorwurf gemacht wurde, abberufen und wieder nach Dresden versetzt. Immerhin hatte er in Berlin jedoch Voltaire kennengelernt und die Bekanntschaft des jungen Poniatowskis gemacht.
Zurück in Dresden arbeitete er einen Subsidienvertrag zwischen Großbritannien, den Niederlanden und dem König von Polen aus. Dieser wurde im Januar 1752 mit großer Mehrheit vom britischen Parlament verabschiedet. Im August unternahm Williams eine Reise zum Sejm in Grodno, die jedoch recht erfolglos verlief. Zurück in Dresden bekam er den Auftrag Newcastles, nach Wien zu reisen und dort mit Maria Theresia zu sprechen. Er sollte deutlichere Worte finden es als zuvor der Gesandte Robert Murray Keith getan hatte und wurde so deutlich, dass die Königin verärgert war und er sein Ziel nicht erreichte.
Nach einem längeren Aufenthalt in England zwischen 1753 und 1754 kehrte er im August erneut nach Dresden zurück und reiste gleich darauf ein weiteres Mal nach Warschau. Dort musste er feststellen, dass der König, der ihn kühl empfing, unter dem Einfluss der französischen Seite stand. Williams arbeitete gegen die Franzosen und stand auch im latenten Ringen um eine mögliche Thronfolge auf Seite der Familie Czartoryski, während die Franzosen die Potockis unterstützten. Dies gefiel den Russen und im März 1755 erhielt Williams die Nachricht aus London, dass er zum britischen Botschafter in Russland bestellt worden war. Er nahm seinen Freund Poniatowski als Sekretär mit dorthin.

#### In Russland
In Russland sollte Williams einen Subsidienvertrag aushandeln, durch den ein Heer zum Schutz Hannovers gegen einen möglichen Einmarsch der Preußen aufrechterhalten werden sollte. Als der Vertrag am 12. Februar 1756 nach zahlreichen Verzögerungen endlich zustande kam, erfuhr Williams, dass am 16. Januar die Konvention von Westminster unterzeichnet worden war. Mit diesem Wissen hätte die Zarin Elisabeth den Vertrag wohl nie in Erwägung gezogen.
Nachdem am 29. August 1756 die preußische Armee in Sachsen einmarschiert war, versuchte Williams erfolglos, die Zarin zu einer Schlichtung des Konflikts zu überreden. Diese nahm hingegen die 1747 abgebrochenen diplomatischen Beziehungen zu Frankreich wieder auf und unterzeichnete am 31. Dezember 1756 den Beitritt Russlands zum Vertrag von Versailles von 1756, dem Bündnis zwischen Frankreich und Österreich. Williams befand sich nun in einer schwierigen Lage, da er zwangsläufig auf der Seite des verbündeten Preußen stand, dies aber nicht allzu offenkundig zeigen durfte. Zum ersten Mal erwarb er sich nun die Anerkennung Friedrichs II., nachdem er ihm heimlich genaue Informationen über die Mobilmachung der russischen Truppen zugespielt hatte.
Die Zarin stand ihm nun kühl gegenüber, anders war dies bei Großfürst Peter und seiner Gemahlin Katharina Alexejewna, die auf britisch-preußischer Seite standen. Williams war Katharina sogleich sympathisch, Poniatowski wurde ihr Liebhaber. Es entspann sich nun eine heimliche, fast tägliche Korrespondenz in Briefen zwischen Williams und Katharina. Diese endete erst, als Poniatowski Russland im Januar 1757 verließ. Die Korrespondenz umfasst 157 Briefe, in denen Williams der späteren Zarin Informationen, Ratschläge und Analysen über die Zustände in Russland liefert. Sie wurden erstmals 1909 in Moskau veröffentlicht und erschienen 1928 auch in englischer Übersetzung.
Williams litt seit längerem an chronischer Krankheit und Depressionen und sein Zustand verschlechterte sich während des Aufenthalts in Russland. Er bat daher mehrfach um seine Ablösung, die ihm aber erst im Juli 1757 genehmigt wurde, da Friedrich II. zuvor auf seinem Bleiben bestanden hatte. Im Oktober begab er sich auf seine lange und beschwerliche Heimreise, unterwies in Hamburg seinen Nachfolger Robert Keith und traf im Februar 1758 wieder in England ein.

### Letzte Jahre
Bereits im diplomatischen Dienst hatte Williams mehrfach Anzeichen irrationalen Verhaltens gezeigt, die ohne Zweifel Spätfolgen seiner schweren Syphiliserkrankung waren. Auf seiner Rückreise hatte sich sein Zustand weiter verschlimmert und in London bekam er Halluzinationen und gewalttätige Ausbrüche. Mit Hilfe von Robert Fox ließ ihn die Familie einsperren und gab ihn in die Behandlung William Batties. Sein Zustand verbesserte sich, so dass er im Frühjahr 1758 den Sommer in Monmouthshire verbringen konnte, wo ihn seine Töchter besuchten. Wieder in London, verschlimmerte sich sein Zustand wieder. Diesmal wurde er endgültig für geisteskrank erklärt und sein Vermögen in die Obhut seines Bruders Capel gegeben. Er starb am 2. November 1759. Die Hochzeit seiner jüngeren Tochter Charlotte am 17. Juli und den Tod seiner Tochter Frances im Kindbett am 19. Juli hatte er nicht mehr mitbekommen. Er wurde bei einem aufwändigen Zeremoniell im nördlichen Kirchenschiff der Westminster Abbey beigesetzt.